# Eparchia di Prespa-Pelagonia
L'eparchia di Prespa-Pelagonia (in macedone: Преспанско-пелагониска епархија) è una delle eparchie della Chiesa ortodossa macedone nella Macedonia del Nord.
Dal 2 aprile 1981 il metropolita è Pietro (nato Jovan Karevski).

## Territorio
L'eparchia si trova nella parte sud-occidentale della Macedonia del Nord comprende l'intera Regione di Pelagonia.
Sede eparchiale è la città di Bitola, dove si trova la cattedrale di San Demetrio, costruita nel 1830.
L'eparchia si estende su una superficie totale di 4.717 km² per circa 220.000 fedeli ortodossi. Il territorio comprende 39 parrocchie, suddivise in 4 vicariati eparchiali: Bitola, Prilep, Resen, Kruševo-Demir Hisar. Nel territorio sorgono  anche 7 monasteri.

## Storia
Nel nome, l'eparchia fa riferimento ad antiche diocesi di epoca bizantina, attestate come suffraganee dell'arcivescovado di Ocrida. Inoltre, Bitola fu sede di eparchie appartenenti a diverse giurisdizioni ecclesiastiche, tra cui l'eparchia di Ocrida-Bitola della Chiesa ortodossa serba, non più attiva dal 1941.
L'eparchia di Ocrida-Bitola della Chiesa ortodossa macedone è stata eretta dal Santo Sinodo nel 1958, in concomitanza con il riconoscimento dell'autonomia della Chiesa macedone dal Patriarato di Serbia. Nel 1974 l'eparchia cambiò nome in quello di Prespa-Bitola, e poi nel 1994 assunse il nome attuale.
Nel 2023, in seguito agli accordi che hanno portato alla fine dello scisma nella Chiesa ortodossa in Macedonia del Nord, per i vescovi passati dall'arcidiocesi ortodossa di Ocrida del Patriarcato di Serbia alla Chiesa ortodossa macedone sono state erette tre nuove eparchie, intese come sedi provvisorie; infatti quando le sedi diventeranno vacanti, il loro territorio ritornerà all'eparchia di origine. In questo contesto, l'eparchia di Prespa-Pelagonia ha ceduto i comuni di Demir Hisar e Kruševo, per l'erezione dell'eparchia di Kruševo-Demir Hisar.

## Cronotassi
- Clemente (Nikola Trajkovski) † (1958 - 18 giugno 1979 deceduto)
- Pietro (Jovan Karevski), dal 2 aprile 1981

## Galleria d'immagini

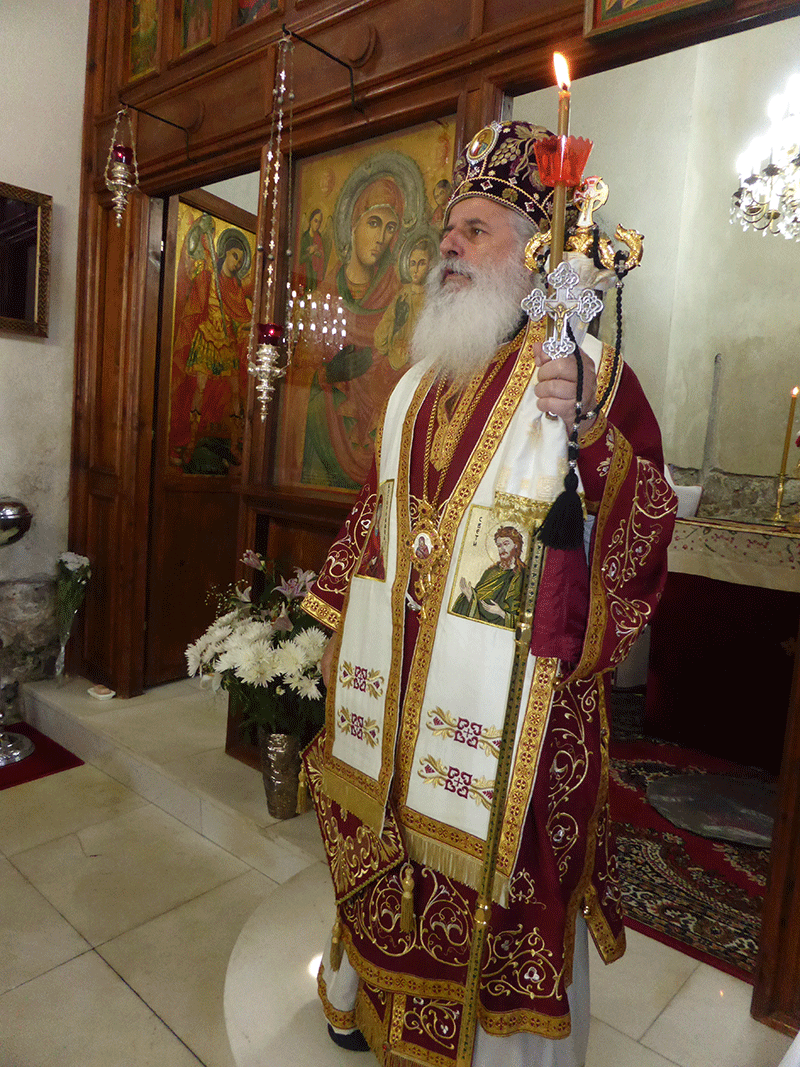
Pietro, metropolita dal 1981
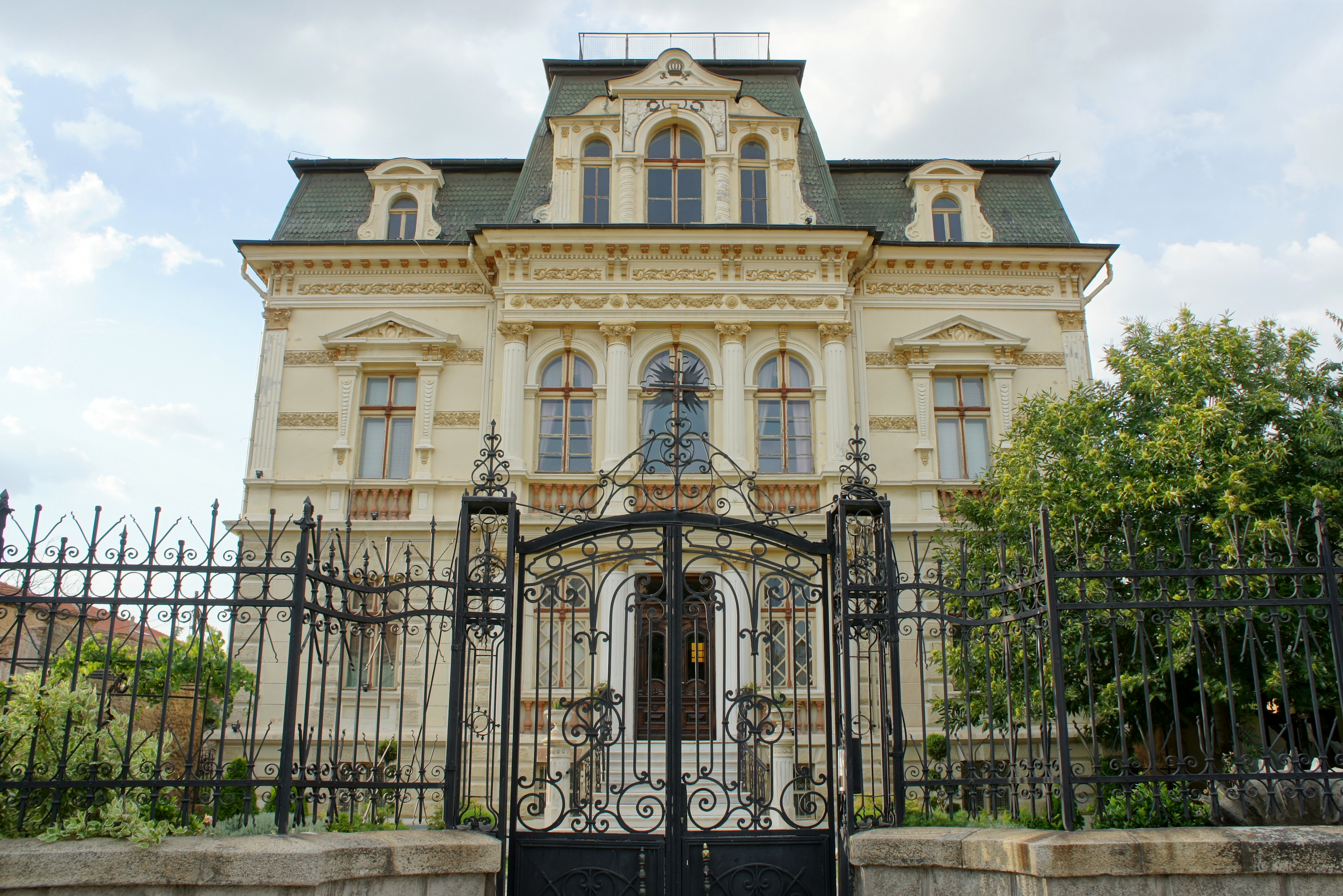
La residenza del metropolita
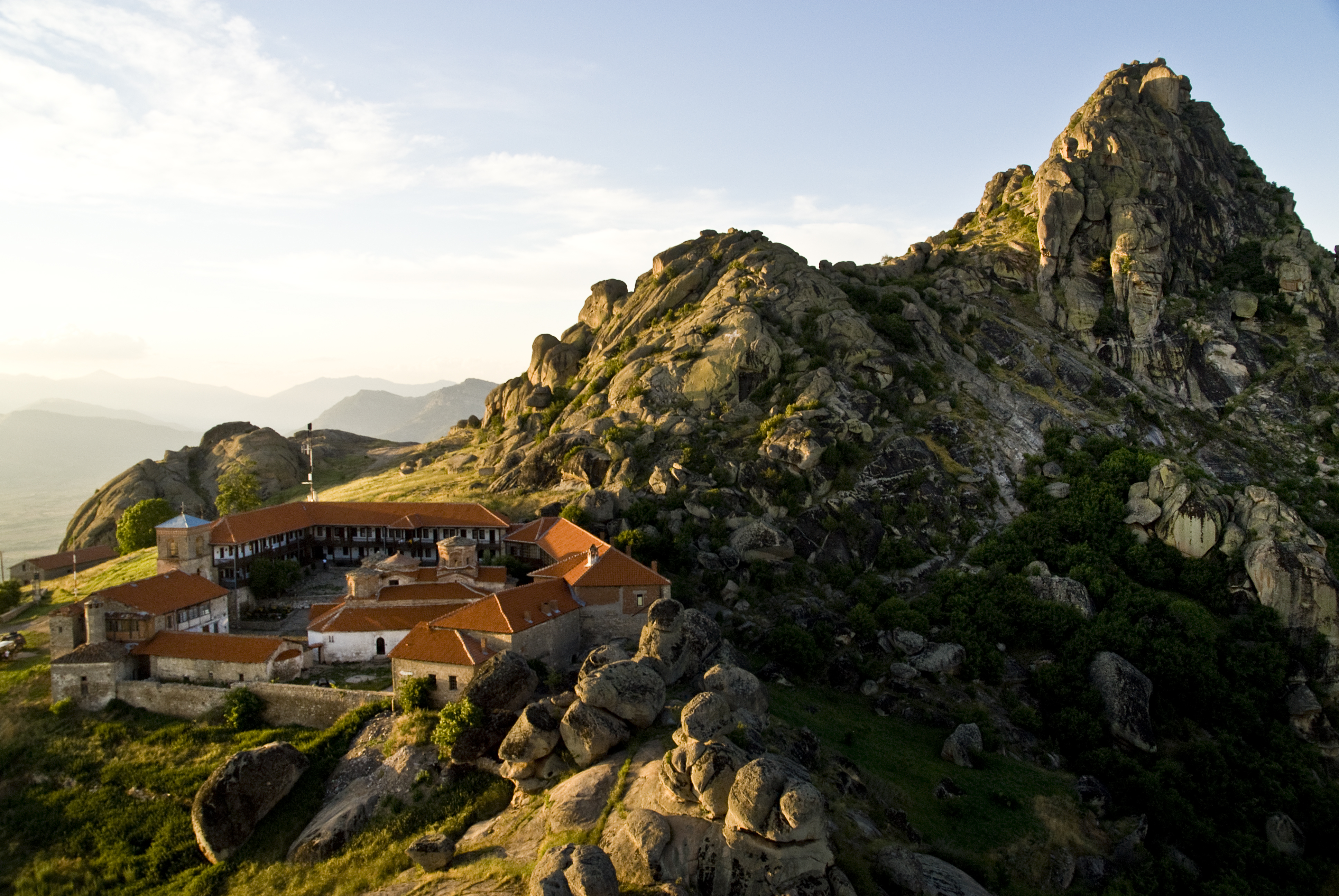
Il monastero della Dormizione della Beata Vergine Maria nel territorio di Prilep